# 拟眼翅螳属
拟眼翅螳属（学名：Pseudostagmatoptera）为螳科的一个属。

## 下属物种
本属包括以下物种：
- 褐拟眼翅螳 Pseudostagmatoptera infuscata (Roy, 1973)